# مزدا کابورا
مزدا کابورا ساخت شرکت مزدا است. شرکت خودرو سازی مزدا در توکیو ژاپن قرار دارد.
مزدا کابورا (Mazda Kabura) خودرویی است.سیستم جعبه‌دندهٔ آن ۶ دنده به صورت دستی است. 